# Tandrang (Gorkha)
Tandrang (nep. तान्द्राङ) – gaun wikas samiti w zachodniej części Nepalu w strefie Gandaki w dystrykcie Gorkha. Według nepalskiego spisu powszechnego z 2001 roku liczył on 564 gospodarstw domowych i 2740 mieszkańców (1516 kobiet i 1224 mężczyzn).